# 壺井重治
壷井 重治（つぼい しげはる、1921年 - 1945年5月4日） は、日本の元アマチュア野球選手、大日本帝国陸軍軍人。早稲田大学野球部で捕手として活躍した人物である。

## 来歴・人物
八尾中学（現・大阪府立八尾高等学校）を経て、1941年、早稲田大学に入学。小野欣助とは八尾中、早大の4年後輩に当たる。
1943年10月16日に行われた出陣学徒壮行早慶戦では控え捕手（正捕手は伴勇資）としてベンチ入りした。
その後、試合から5日後の学徒出陣に伴い、戦地に出征。二度と復学する事は適わず、1945年5月4日午前5時30分に特別攻撃隊陸軍第66振武隊員として、万世基地（鹿児島県）より特攻として出撃。程なく鹿児島近海で戦死した。享年24。出撃直前に家族や知人に宛てた遺書には「いよいよ時が参りました。5月早々を命日とご覚悟ください。必ず成功をと、一層決意を固めております。若輩の身に皇国の安危を背負い、光栄と感激に胸を躍らせつつ、一機一艦を屠るべく元気で出発いたします。写真の大きいのは黒枠用に願います。」とあった。また辞世の句も遺しており、「若桜嵐の中に散りゆくも　再び咲かす　靖国の花　必殺と雄叫びしつつ　我は今　敵艦目指して花と散りゆく」とあった。遺詠は朝日新聞西部版にて20年5月14日の記事（「征く心“五月晴”三十一文字に示す神鷲の出撃」）にも「ツ少尉」として取り上げられ、「・・・若櫻風の中に散り行くも再び咲かす靖國の花　必殺の雄叫びしつゝ我はいま敵艦目指して花と散り行く」と掲載された。出撃直前に、戦後に義姉となる女性と出会い、両親の事をよろしく頼むと伝えていたと言われている。また実家のみならず、早大野球部の合宿所にも訪れ、後輩部員に向かって「俺は二度と還ってこない」と告げた話も残っている。
東京ドーム内の野球殿堂博物館にある戦没野球人モニュメントに、小野と共に彼の名前が刻まれている。
没後の2008年夏、万世特攻平和祈念館（鹿児島県南さつま市）にて壷井の遺品が所蔵されている事が分かり、NHKニュースおはよう日本でも特集された（2008年9月18日放送。「今語られる最後の早慶戦」として特集コーナーで取り上げられた）。遺品の中には、出陣学徒壮行早慶戦の直前（1943年9月末）に両親に送った手紙があり、「一度自分の野球姿を見てもらいたかったが、遂に機会はなかった。何より残念です」と記してあったという。